# سوبیتسه
سوبیتسه' (به لهستانی: Słubice) یا اسلوبیک(در برخی زبان‌های دیگر) یک شهر مرزی در لهستان است که در استان لوبوسکی واقع شده‌است. این شهر روی رودخانه اودر قرار دارد، دقیقاً خلاف جهت فرانکفورت اودر در آلمان که تا ۱۹۴۵ با نام دامورشتات (آلمانی: Dammvorstadt) یکسان بودند. در سرشماری سال ۲۰۱۱، جمعیت این شهر ۱۸٬۰۰۰ نفر بوده‌است.

## خصوصیات
سوبیتسه ۱۹٫۲ کیلومترمربع مساحت و ۱۸٬۱۴۸ نفر جمعیت دارد و ۱۶۰ متر بالاتر از سطح دریا واقع شده‌است.

## خواهرخوانده
شهرهای فرانکفورت (اودر)، تیخوانا و هایلبرون خواهرخوانده‌های سوبیتسه هستند.